# Kosykiwci
Kosykiwci (ukr. Косиківці) – wieś na Ukrainie, w obwodzie chmielnickim, w rejonie kamienieckim, w hromadzie Nowa Uszyca. W 2001 roku liczyła 449 mieszkańców.